# Neckarsulm
Neckarsulm este un oraș din landul Baden-Württemberg, Germania.

## Economie
Schwarz Gruppe, proprietarul lanțurilor de supermagazine Lidl și Kaufland și cel mai mare grup european de vânzări cu amănuntul, își are sediul în orașul Neckarsulm.